# Gran Teatre del Liceu
Il Gran Teatre del Liceu, conosciuto anche come El Liceu, è il teatro attivo più antico di Barcellona. Si trova nella rambla dels Caputxins.

## Storia

### Le origini e il Teatro di Montsió
Fin dal 1750, le rappresentazioni di opera lirica a Barcellona erano monopolio esclusivo del Teatre Principal in virtù di un privilegio reale che fu abrogato nel 1833 con la rivoluzione liberale.
Il 24 febbraio 1837 un battaglione della Milicia Nacional, al comando di Manuel Gibert i Sans, fondò la Sociedad Dramática de Aficionados, nota anche come Liceo Filodramático de Montesión con sede presso il convento di Montsió nel Portal de l'Àngel. La società si proponeva da un lato di promuovere l'insegnamento della musica (da cui il nome di "liceo") e dall'altro di organizzare spettacoli teatrali con protagonisti gli alunni stessi. Nel convento venne allestito un teatro, il Teatro di Montsió o Teatro del Liceu de Montsió, che tra il 1838 e il 1844 ospitò varie rappresentazioni.
Il primo spettacolo, tenutosi il 21 agosto 1837, fu la commedia El marido de mi mujer di Ventura de la Vega mentre la prima opera lirica messa in scena fu la Norma di Vincenzo Bellini, il 3 febbraio 1838, eseguita da artisti locali. Secondo la moda dell'epoca, il repertorio era essenzialmente italiano: gli autori più rappresentati erano Donizetti e Mercadante oltre allo stesso Bellini e a Rossini.
Il 25 giugno 1838 la società assunse il nome di "Liceo Filarmónico Dramático de S.M. la Reina Isabel II". Già nel 1840 i dirigenti della società espressero l'intenzione di dotarsi di una sala più grande e il 22 giugno 1844 con un Ordine reale venne ceduto alla società del Liceo lo spazio lungo la Rambla che ospitava la chiesa e il convento dei Trinitari Scalzi. Nello stesso anno, le suore di Montsió reclamarono il pieno possesso del convento, il che portò alla chiusura definitiva del teatro annesso.
Nel settembre 1844 iniziarono i lavori di demolizione del complesso dei Trinitari Scalzi per la realizzazione del nuovo edificio. Per trovare i fondi necessari furono costituite due società private, la Sociedad de Construcción e la Sociedad Auxiliar de Construcción; in cambio dell'impegno economico, agli azionisti della prima società fu concesso l'uso perpetuo di alcuni palchi e poltrone del futuro teatro mentre a quelli della seconda fu concessa la proprietà di parte del pianterreno per attività commerciali e per la sede del Circolo del Liceu, un club privato. Il costo complessivo fu di 338 029 duros, cifra non molto elevata per l'epoca. In questo modo, a differenza di altre città europee in cui la costruzione e la manutenzione dei teatri erano a carico del governo o della monarchia, la realizzazione del "Gran Teatre del Liceu" fu opera dell'iniziativa privata secondo uno schema di società mercantile. Inoltre la regina Isabella II non rispose alla richiesta di concedere un sostegno economico. Tutto questo ebbe delle ripercussioni anche sulla struttura stessa del teatro, con l'eliminazione del palco reale, e sul nome della società che tolse il riferimento alla regina diventando semplicemente "Liceo Filarmónico Dramático": questo caratterizzò fin da subito il nuovo teatro come teatro della borghesia.

### L'inaugurazione, i primi anni e l'incendio del 1861

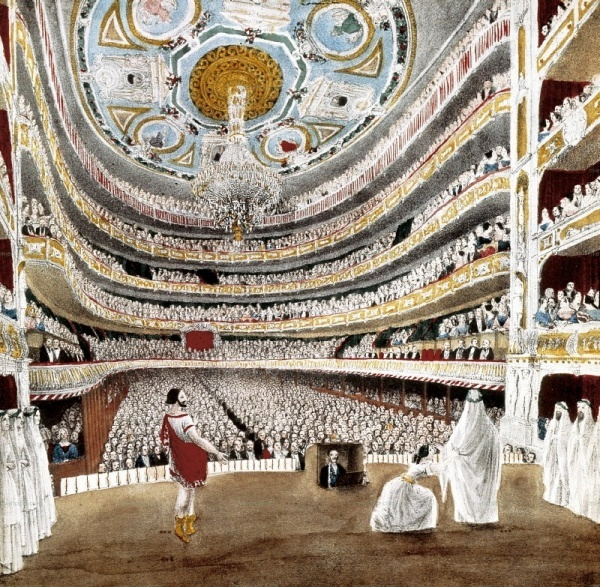
Stampa di una rappresentazione di Norma (1847); si notino le poltrone anche nel secondo ordine

Il 23 aprile 1845 avvenne la posa della prima pietra; venne scelto il progetto dell'architetto Miquel Garriga i Roca, ispirato alla forma canonica dei teatri all'italiana e in particolare a quella del Teatro alla Scala di Milano (opera di Giuseppe Piermarini del 1778), con struttura della sala a ferro di cavallo, platea e cinque livelli di loggioni, di cui tre destinati a ospitare i palchi, separati tra loro solo da balaustre basse, senza colonne o muri intermedi.
L'opera venne portata a termine da Josep Oriol Mestres e l'inaugurazione avvenne il 4 aprile 1847. Con una capienza di 3 500 spettatori, era il teatro più grande d'Europa.
All'epoca il periodo di pausa dagli spettacoli non era l'estate ma la quaresima e l'apertura solenne si svolse quindi la domenica di Pasqua. Per l'inaugurazione fu scelto un programma misto che comprendeva musica, teatro, canto e danza a indicare i tipi di spettacolo ospitati dal teatro. Furono eseguiti in prima assoluta una ouverture del compositore Josep Melcior Gomis; il dramma storico in tre atti Don Fernando de Antequera di Ventura de la Vega, con attori di grido come Carlos Latorre e Bárbara Lamadrid; il balletto La rondeña di Josep Jurch su coreografia di Joan Camprubí, e la cantata Il regio imene con testo in italiano di Joan Cortada e musica di Marià Obiols, direttore d'orchestra del teatro, dedicata alle nozze tra Isabella II e Francesco d'Assisi di Borbone-Spagna.
L'evento riempì completamente il teatro, con oltre 4 000 spettatori molti dei quali senza il posto, mentre lungo la Rambla una banda suonava per avvisare l'inizio degli spettacoli. Alcune bambine offrivano fiori e poesie al pubblico che poteva vedere per la prima volta l'interno del Liceu.
Pochi giorni dopo l'inaugurazione, il 17 aprile 1847 fu messa in scena la prima opera lirica, Anna Bolena di Gaetano Donizetti diretta da Marià Obiols ed eseguita da un cast composto da Giovanna Rossi-Caccia, Carlotta Maironi da Ponte, Manuel Renou e Andrea Castellan. Durante il suo primo anno di attività furono rappresentate poi le seguenti opere:  I due Foscari (Verdi), Il bravo (Mercadante), Parisina d'Este (Donizetti), Giovanna d'Arco (Verdi), Leonora (Mercadante), Ernani (Verdi), Norma (Bellini), Linda di Chamounix (Donizetti), Il barbiere di Siviglia (Rossini), Don Pasquale (Donizetti) e L'elisir d'amore (Donizetti). La predominanza di Donizetti e Mercadante era legata sia alla moda del momento che alla storia professionale di Marià Obiols, appassionato di belcanto e allievo diretto dello stesso Mercadante.
La seconda stagione iniziò a maggio del 1848 con I Lombardi alla prima crociata di Verdi, con protagonista Alberto Bocceti. In questo stagione furono messe in scena 15 opere, tra cui Lucrezia Borgia di Donizetti interpretata ancora da Giovanna Rossi-Caccia. La quantità di spettacoli era resa possibile dal fatto che all'epoca non c'era la pausa estiva e dalla semplicità delle scenografie, costituite essenzialmente da tele dipinte che venivano spesso riutilizzate per opere differenti.
In questi anni, alle opere si alternavano commedie e drammi teatrali, generalmente recitati in castigliano ma occasionalmente anche in italiano, francese e catalano, nonché spettacoli di zarzuela, danza classica, concerti e recital oltre a una serie di altri generi allora tipici nei grandi teatri come numeri di magia, funambolismo, esibizioni ginniche, circo e varietà spesso accompagnati da brani musicali (ouverture, sinfonie eccetera) annunciati senza indicarne gli autori.
Il 4 agosto 1849 debuttò la prima opera in lingua tedesca, Il franco cacciatore di Carl Maria von Weber. Questo debutto fu molto importante perché fu l'inizio dell'apprezzamento del canto corale in Catalogna, in particolare il coro dei cacciatori fu il modello a cui si sarebbe ispirato in seguito Josep Anselm Clavé, fondatore del movimento corale catalano. Il primo coro interamente al femminile (sempre di genere cacciatore) fu eseguito al Liceu il 5  marzo 1861 con l'opera Martha di Friedrich von Flotow.

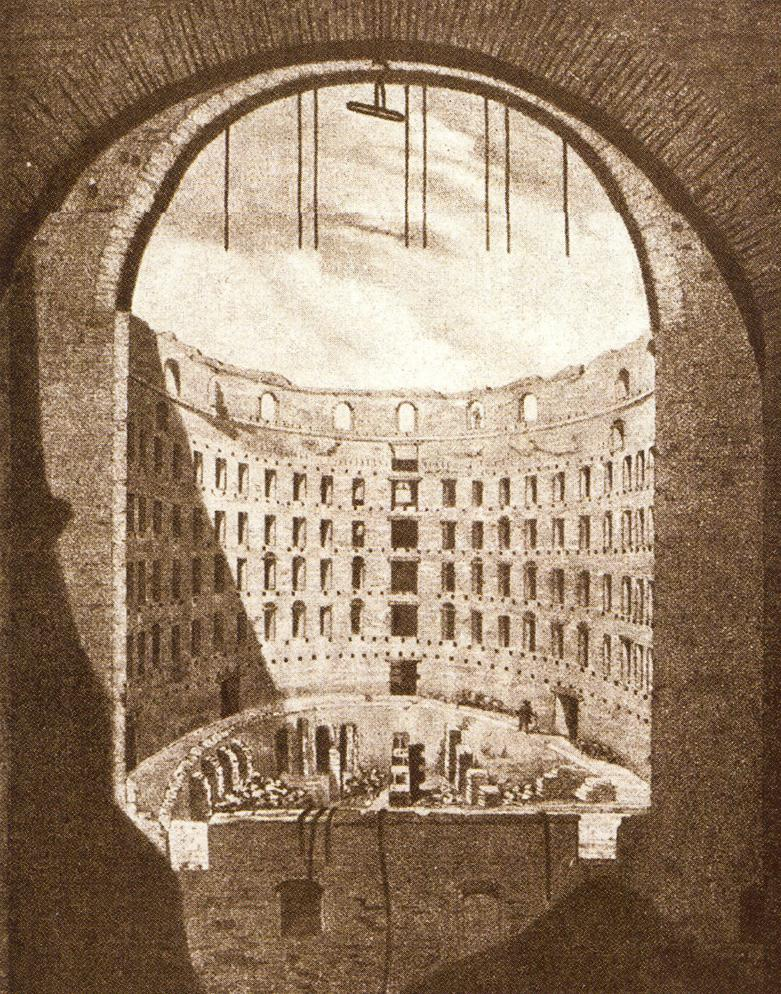
La sala del teatro dopo l'incendio

Nel 1854 la sezione del teatro fu separata da quella del conservatorio; la prima fu presa in carico dalla Società del Gran Teatre del Liceu come entità indipendente dal Conservatorio del Teatre del Liceu, dedicato all'insegnamento.
Nel 1859 venne messa in scena in versione italiana l'opera francese La Juive di Jacques Fromental Halévy, che sarebbe diventata molto popolare in quegli anni.
Fin dalla sua apertura, il Liceu divenne subito il concorrente più importante del Teatre Principal, fino allora detentore del monopolio dell'opera a Barcellona. Sorsero così le fazioni rivali dei "liceisti" e dei "principalisti"; i "liceisti" erano considerati progressisti e i "principalisti" conservatori ma in realtà la programmazione dei due teatri era sostanzialmente identica così come gli artisti scritturati erano gli stessi. Il Liceu tuttavia era un teatro di grandi dimensioni in grado di attrarre un pubblico maggiore, in particolare i giovani, grazie anche alla qualità degli spettacoli. Fu così che a partire dagli anni cinquanta del XIX secolo il Liceu prese definitivamente il sopravvento che divenne indiscusso quando vent'anni più tardi il Principal entrò in crisi e divenne un teatro secondario per quanto riguardava la programmazione operistica.
Il 9 aprile 1861 le fiamme distrussero il teatro per la prima volta. L'incendio si sviluppò il giorno successivo alla messa in scena della commedia teatrale María la cieguita di Enrique Gil y Zárate; il giorno precedente era stato eseguito il Rigoletto di Verdi e per il giorno 9 era previsto un altro lavoro teatrale, Fortuna contra fortuna di Tomàs Rodríguez Rubí. Il fuoco si sviluppò al quarto piano dove si trovava il laboratorio di sartoria a causa di una lampada ad olio spenta male; le fiamme si propagarono molto rapidamente e non vi fu il tempo di azionare gli idranti. Essendo la struttura quasi tutta in legno, alla fine dell'incendio rimase solo la struttura in pietra. La disgrazia fu notevole data la popolarità del teatro. Si salvarono dalla distruzione anche le strutture dei foyer, le scale dell'ingresso, parte dei corridoi e le dipendenze del Circolo del Liceu. Il teatro fu ricostruito nella sua forma primitiva ma con una decorazione molto più ricca rispetto a quella originaria. Dalle immagini di questo primo incendio si nota che lo scheletro superstite è esattamente lo stesso che si è osservato dopo il secondo incendio del 1994, a conferma che la ricostruzione si era basata sullo stesso schema strutturale del 1847 partendo da quanto era rimasto intatto.
I proprietari e gli enti locali direttamente collegati al teatro collaborarono generosamente e senza esitazione al finanziamento dei lavori di ricostruzione. Solo la regina Isabella II non si dimostrò all'altezza delle circostanze, rifiutandosi ancora una volta di prestare l'aiuto economico che le era stato richiesto.

### Il feudo dell'opera italiana

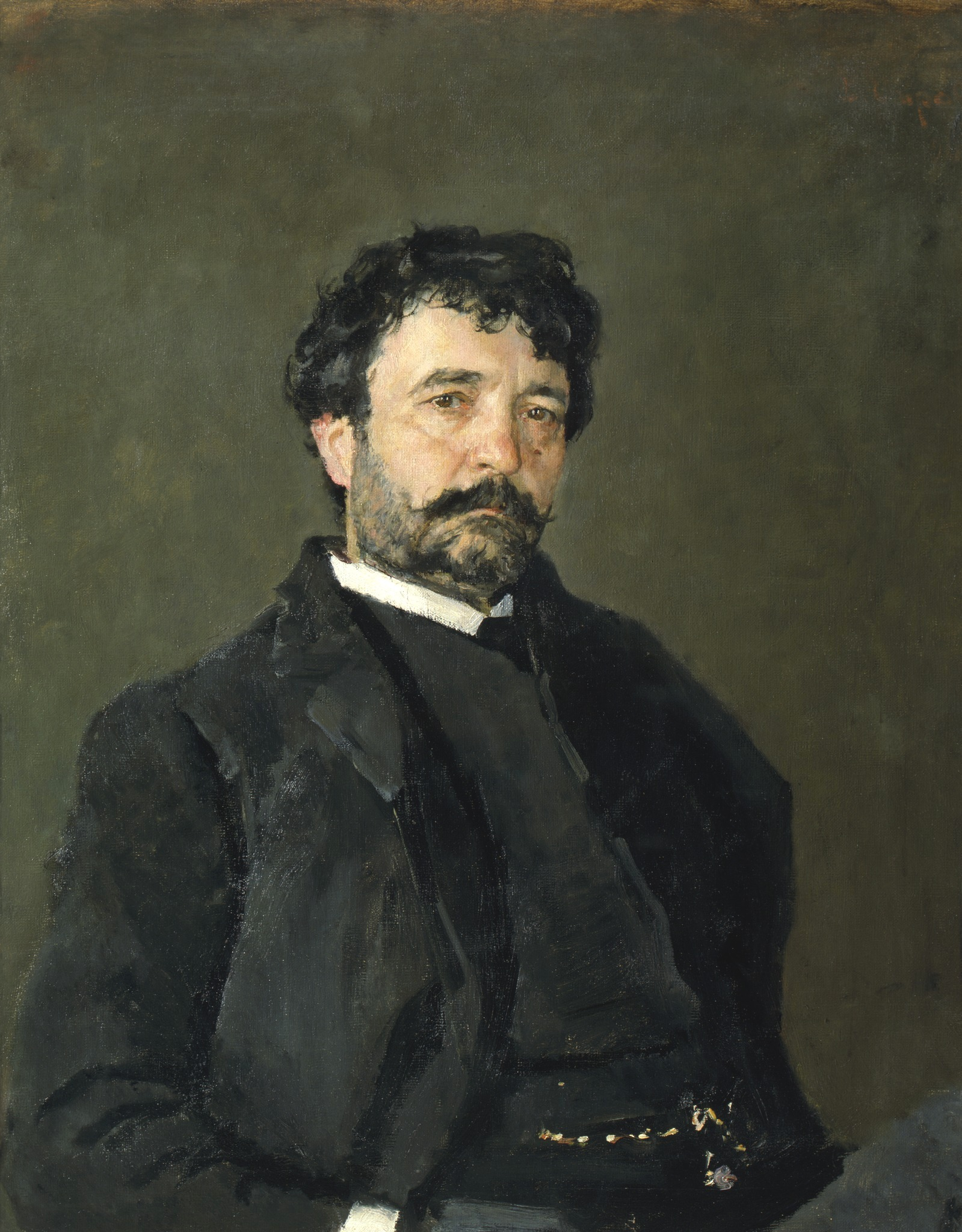
Ritratto del tenore italiano Angelo Masini molto attivo al Liceu

Il teatro divenne un feudo dell'opera italiana in cui venivano rappresentati poco dopo la prima assoluta i lavori dei compositori più importanti del momento: Donizetti, Mercadante, Verdi a cui si aggiunse il franco-tedesco Giacomo Meyerbeer. Sul palco del Liceu si esibivano cantanti di prestigio come Fanny Salvini-Donatelli, che aveva interpretato Violetta nella prima assoluta de La traviata a Venezia. Venivano rappresentate anche opere di alcuni autori francesi come Ferdinand Hérold o Daniel Auber ma cantate in lingua italiana secondo l'uso del tempo.
Dopo la catastrofe del 1861, il Liceu ripartì con nuovo slancio; nel momento di spicco dell'opera italiana si affiancò il repertorio francese con i debutti de Il profeta e de L'africana di Meyerbeer, che diedero vita al "meyerberismo" tra gli appassionati, e con le opere principali di Gounod, Thomas, Halévy e Auber  tra gli altri.
Il 20 aprile 1862, appena un anno dopo l'incendio, il teatro riaprì le porte al pubblico con I puritani di Bellini, protagonista il tenore Pietro Mongini. La ricostruzione fu diretta dall'architetto Josep Oriol Mestres; la sala era completamente nuova, ad eccezione di quello che si era salvato dalle fiamme: le facciate e il lato dell'edificio verso la Rambla, con la Sala degli Specchi, l'atrio, i locali del Circolo del Liceu e il Conservatorio. Poco dopo, il 30 maggio, per la prima volta si provò l'impiego della luce elettrica per la scena.
Il Liceu consolidò così l'immagine di gran teatro, che superava per offerta e ritorno economico tutti gli altri teatri sorti a Barcellona negli stessi anni. Il repertorio operistico, la presenza di cantanti di fama internazionale e soprattutto la garanzia del tutto completo, grazie agli abbonamenti e alla distribuzione di palchi e poltrone a molti proprietari, poco disposti a privarsene, sottolineavano il carattere borghese del pubblico.
Nel 1863 fu messo in scena Il giuramento, forse l'opera migliore di Mercadante, che aveva già debuttato nel 1839 nel vecchio Teatro di Montsió.
Nel 1866 per la prima volta fu rappresentata un'opera di Mozart, il Don Giovanni. Nonostante la venerazione per il compositore, i suoi lavori venivano eseguiti poco in un periodo di romanticismo pieno; l'opera, pur essendo la più "romantica" di Mozart, non riscontrò molto successo e non venne più riproposta fino al 1880.
L'inaugurazione della stagione 1868 coincise con un periodo di turbolenza politica; il Liceu aveva programmato l'inizio della stagione per il 10 ottobre, data del decimo anniversario del regno di Isabella II ma a settembre la regina fu detronizzata in seguito alla rivoluzione. Come opera inaugurale fu scelto il Guglielmo Tell di Rossini, in quanto apologia della libertà. La destituzione della sovrana, unita al ricordo del mancato sostegno sia alla costruzione che alla ricostruzione del teatro, comportò la cancellazione definitiva del nome e dell'immagine della regina dal teatro; il suo busto, esposto in cima alla scalinata principale, venne rimosso e gettato in mare e sostituito da una scultura di carattere allegorico.
Il 25 febbraio 1877, un anno dopo il suo debutto al Teatre Principal che in questo caso riuscì ad anticipare il teatro rivale nella programmazione di un'opera di grande richiamo, per la prima volta andò in scena al Liceu Aida di Giuseppe Verdi, riscuotendo un gran successo.

### Il consolidamento come teatro d'opera

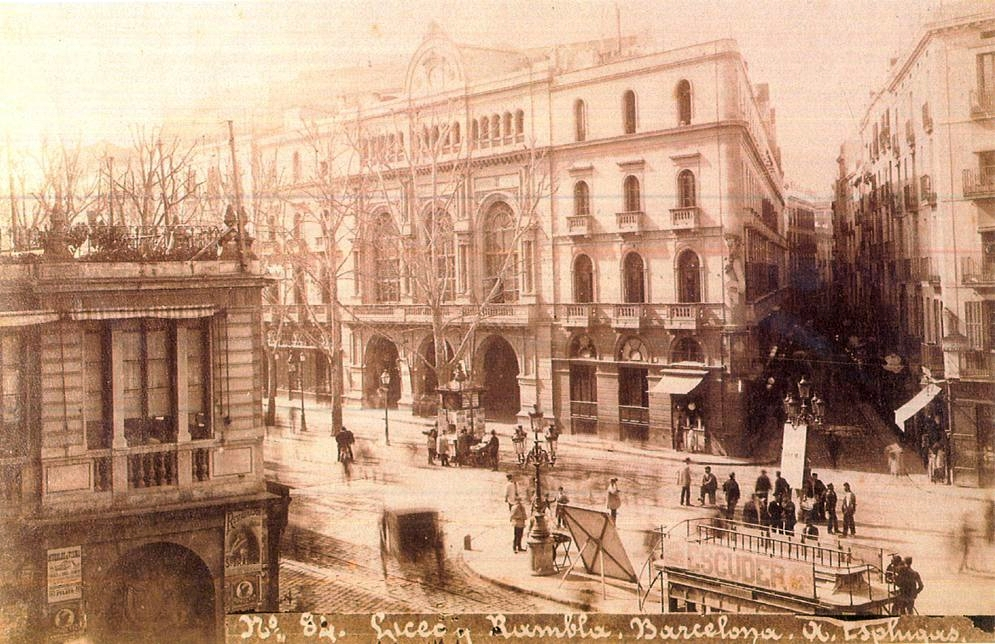
Il teatro negli anni 1880

A partire dagli anni ottanta del XIX secolo, il Liceu si trasformò progressivamente in un teatro di opera e balletto e strutturò il suo programma distribuendo i vari generi nelle tre stagioni in cui era suddivisa l'attività annuale. La stagione invernale era dedicata esclusivamente all'opera, quella del periodo quaresimale alternava concerti, balletti e operette e quella primaverile era suddivisa tra opera e operetta. In questo modo il Liceu si specializzò solo su questi generi, lasciando agli altri teatri gli altri tipi di messa in scena. Di fatto, il Liceu era il teatro della borghesia per quanto riguardava gli spettacoli cari e più sofisticati mentre i teatri del Passeig de Gràcia ospitavano gli spettacoli meno ricercati come la zarzuela, il teatro di recitazione, l'opera comica e così via.
Gradualmente, anche il monopolio della programmazione operistica italiana si affievolì con l'arrivo del repertorio francese con opere di primo piano come il Faust (1864) e Romeo e Giulietta (1884) di Gounod e la  Carmen di Georges Bizet (1888).
La prima rappresentazione di un'opera di Richard Wagner, il Lohengrin arrivò solo il 6 marzo 1883. Wagner si sarebbe rivelato in seguito molto importante per il Liceu; tuttavia anche in questo caso il Teatre Principal aveva anticipato il Liceu, avendo già rappresentato in precedenza il Lohengrin sia pure in maniera poco riuscita per la scelta di cantanti italiani non all'altezza. La messa in scena del Liceu, che poteva contare su maggiori risorse, fu invece molto apprezzata dai primi wagneriani, nonostante fosse stata proposta in italiano dato che i cantanti dell'epoca non sapevano il tedesco. All'epoca era normale che tutte le opere venissero eseguite in italiano, ad esclusione di qualche opera in francese, sia perché la maggior parte dei cantanti erano italiani sia perché l'italiano era considerata "la lingua dell'opera" e lo stesso Wagner veniva rappresentato in italiano ovunque tranne che in Germania.

### Il Modernismo borghese e la bomba del 1893

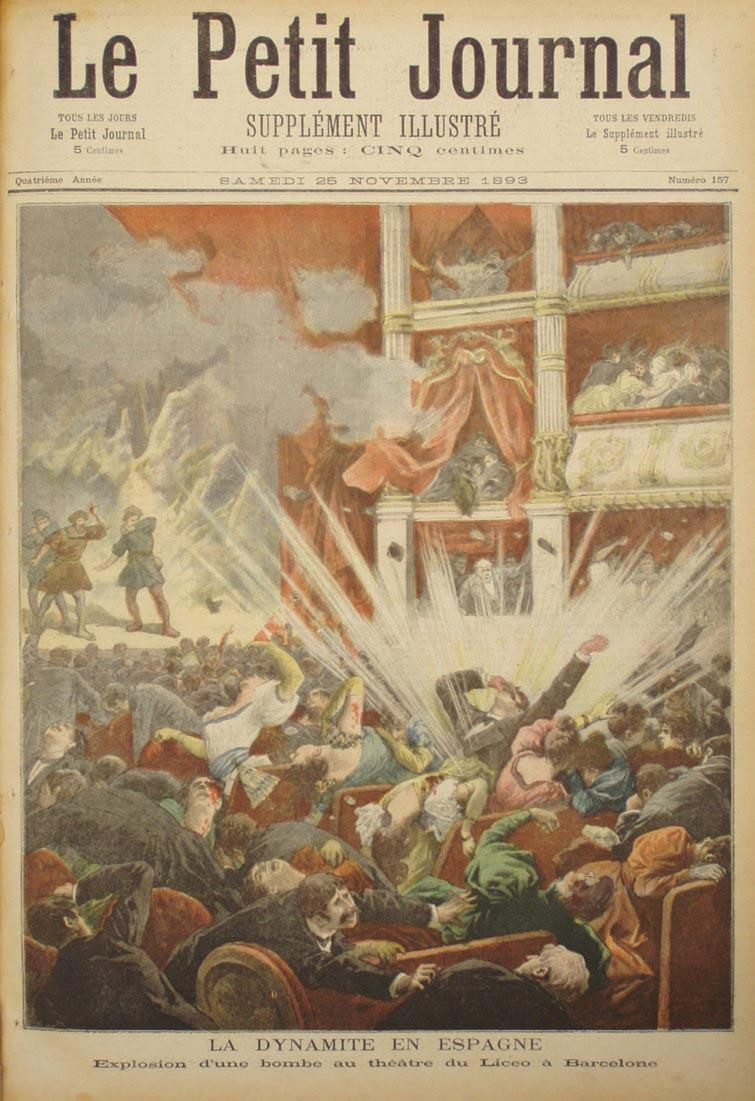
Illustrazione del Petit Journal sull'attentato nel Liceu nel 1893

Con il modernismo si sviluppò un clima euforico, sia sotto l'aspetto economico con il consolidamento di una borghesia benestante che sotto quello politico con la crescita del catalanismo, che spinse a introdurre nella cultura catalana elementi di modernità che la equiparassero al resto d'Europa. Questo clima si ripercosse sul Liceu con le prime assolute di opere di compositori catalani, in sintonia con le correnti artistiche del momento, con le musiche di Felip Pedrell, Jaume Pahissa i Jo, Joan Lamote de Grignon o Enric Morera e i libretti di Víctor Balaguer, Àngel Guimerà o Eduard Marquina, che furono bene accolte dal pubblico sebbene non riuscissero a entrare nel repertorio abituale.
Il Liceu divenne la vetrina sociale della borghesia che lo considerava uno spazio raffinato e prestigioso. Analogamente, l'anarchismo preponderante nei movimenti di rivolta sociale dell'epoca considerava il teatro uno dei simboli dell'oligarchia dominante. Questo ebbe un risvolto tragico: il 7 novembre 1893, durante la prima del Guglielmo Tell di Rossini che inaugurava la stagione, l'anarchico Santiago Salvador i Franch lanciò due bombe all'Orsini nella platea del teatro. Solo uno dei due ordigni esplose, causando una ventina di morti tra gli spettatori. L'attentato, chiamato subito "la bomba del Liceu", provocò una forte commozione in città. Occorse parecchio tempo prima che il pubblico del Liceu e in generale tutto il pubblico dei teatri recuperasse la normalità e per diversi anni le poltrone occupate dalle vittime dell'attentato furono lasciate vuote. L'attentato ebbe come effetto quello di amplificare e a volte distorcere l'immagine classista del Liceu. Il poeta Maragall, che era presente a teatro la sera dell'attentato, dopo l'accaduto scrisse alcuni dei suoi versi più cupi.
Dopo l'attentato il Liceu chiuse e riaprì le porte al pubblico il 18 gennaio 1894 con una serie di concerti diretti da Antoni Nicolau. Poco dopo, furono messe in scena per la prima volta L'amico Fritz di Mascagni e Manon di Massenet, entrambe con Hariclea Darclée come protagonista.
L'inaugurazione della stagione 1909, in autunno, fu importante perché il teatro era stato rinnovato, con l'installazione di nuove poltrone e la decorazione del proscenio con i dipinti di Ramiro Lorenzale. La neutralità spagnola durante la prima guerra mondiale favorì la crescita dell'industria tessile catalana come fornitore per i paesi belligeranti, con l'accumulo di grandi fortune e l'avvento di anni di grande prosperità. Il Liceu divenne un teatro di primissimo piano, accogliendo i migliori cantanti e direttori d'orchestra del momento e compagnie prestigiose come i Balletti russi di Sergej Djagilev, che si esibirono per la prima volta nel teatro il 23 giugno 1917 con Nižinskij e Lydia Lopokova nella serata inaugurale della stagione e in un breve ciclo di spettacoli che avrebbero influenzato significativamente il programma di danza del Liceu negli anni successivi.

### Il rinnovamento del repertorio: Wagner, il verismo e la musica russa

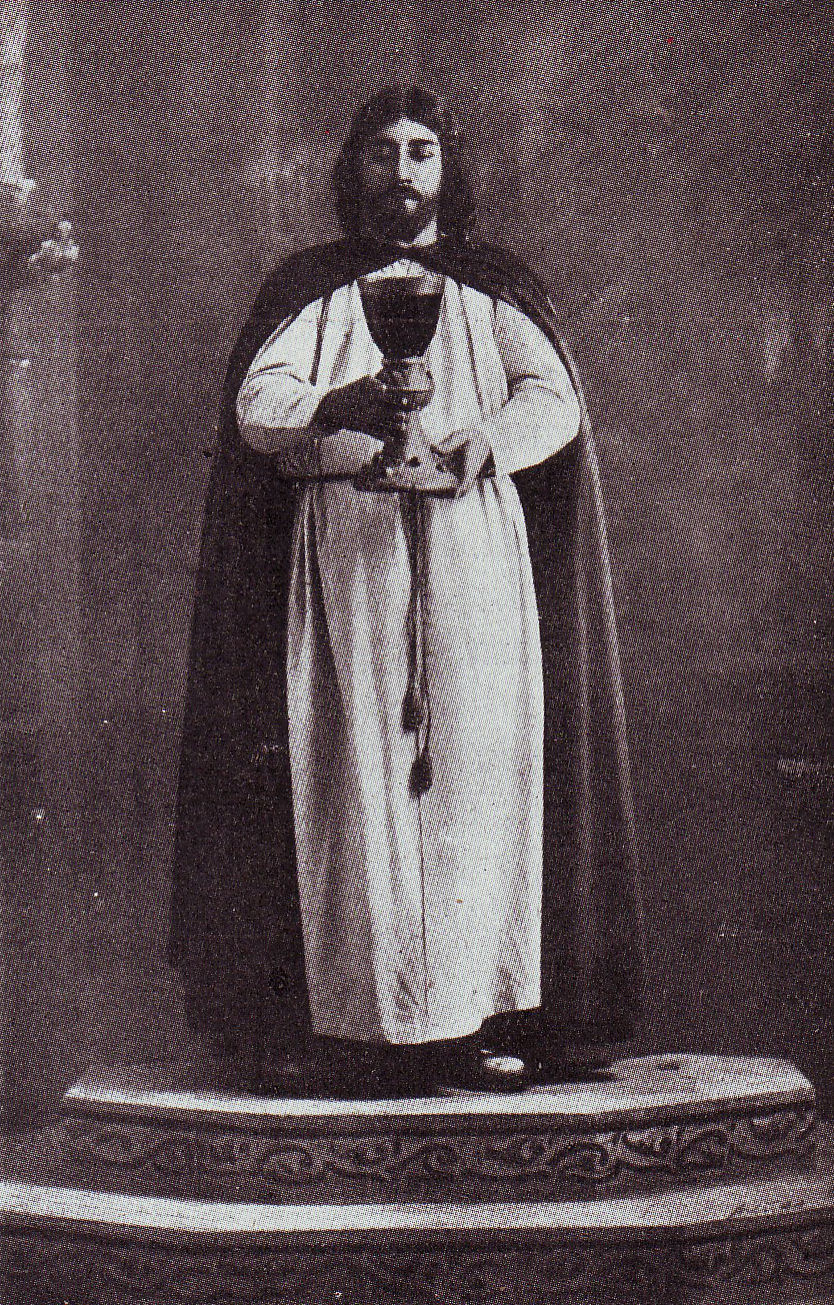
Francesc Viñas, il primo tenore che interpretò Parsifal al Liceu

Nel periodo compreso tra la prima del Lohengrin (1883) e la famosa esecuzione del Parsifal  del 1913, il pubblico mostrò una crescente preferenza per la musica di Richard Wagner, anche se i wagneriani più ortodossi erano critici nei confronti del Liceu che non ritenevano qualitativamente all'altezza, dato che le opere di Wagner venivano rappresentate in versione italiana, senza una messa in scena e una scenografia appropriate e spesso scritturando cantanti non dotati delle caratteristiche richieste dal canto wagneriano.
L'inaugurazione della stagione 1888, coincidente con l'Esposizione Universale, fu molto solenne e la scelta cadde sul Lohengrin; alla rappresentazione assistettero diversi monarchi europei e la Reggente di Spagna Maria Cristina.
Il wagnerismo si consolidò sempre più negli anni successivi. Nel 1899 la stagione del Liceu si aprì con Tristano e Isotta, che riscosse notevole successo, e nello stesso anno fu rappresentata per la prima volta La Valchiria, in cui per la scena della cavalcata si fece ricorso a una proiezione cinematografica girata a Montserrat con la sala lasciata per la prima volta completamente al buio. Tra il 1910 e il 1911 l'intera tetralogia fu replicata sette volte accompagnata da 23 rappresentazioni di altre sei opere wagneriane.
Particolare rilievo simbolico ed emotivo ebbe il debutto del Parsifal il 31 dicembre 1913. Dato che per vincolo fino al 1º gennaio 1914 quest'opera poteva essere eseguita integralmente solo al Festival di Bayreuth, giocando sul fuso orario, il direttore ottenne da Bayreuth il permesso di iniziare l'opera alle 22.00 del 31 dicembre e il Liceu divenne così il primo teatro al mondo oltre a Bayreuth dove il Parsifal fu messo in scena in maniera ufficialmente autorizzata.
Dal 1914 al 1936 la quantità e la qualità delle rappresentazioni di Wagner crebbero costantemente, passando alle versioni in lingua originale eseguite dalle migliori voci wagneriane, con scenografie adeguate e con i migliori direttori d'orchestra tedeschi di livello internazionale.
All'inizio del XX secolo riscossero successo anche le opere della nuova scuola verista: Manon Lescaut e La bohème di Giacomo Puccini, Andrea Chénier di Andrea Giordano, Cavalleria rusticana di Pietro Mascagni e i Pagliacci di Ruggero Leoncavallo.
Tra le novità del repertorio vi fu anche l'arrivo della musica russa: la prima opera rappresentata al Liceu fu Nerone di Anton Rubinštejn, sia pure nella versione in lingua italiana. Il gradimento della musica russa da parte del pubblico del Liceu fu confermato il 20 novembre 1915 dalla prima di Boris Godunov di Musorgskij; il pubblico catalano mostrò entusiasmo per le opere di ambientazione orientale in cui il popolo, rappresentato dal coro, assume un ruolo da protagonista. Visto il successo riscosso, il Liceu nel 1926 fu il primo teatro fuori della Russia a mettere in scena La leggenda dell'invisibile città di Kitež e della fanciulla Fevronija di Nikolaj Rimskij-Korsakov.

### Gli anni venti e la guerra civile
Negli anni venti del XX secolo il teatro era ancora considerato ambiente delle classi alte, a eccezione degli spettatori del quarto e quinto loggione, che erano i melomani meno abbienti ma anche più critici e appassionati.
Con la proclamazione della Seconda Repubblica spagnola nel 1931, l'instabilità politica provocò la crisi economica del Liceu che riuscì a superarla grazie ai contributi dell'Ajuntament di Barcellona e della Generalitat de Catalunya e alle iniziative del Comitè Pro-Liceu presieduto dal tenore Francesc Viñas e il 14 gennaio 1933 l'attività teatrale poté ricominciare.
Durante la guerra civile spagnola il Liceu fu nazionalizzato e passò sotto il controllo della Generalitat; fu anche rinominato "Teatre del Liceu - Teatre Nacional de Catalunya". La stagione operistica fu sospesa tuttavia si tennero rappresentazioni di prosa, concerti e spettacoli di zarzuela. Il 19 ottobre 1938 Pau Casals vi eseguì il suo ultimo concerto prima di andare in esilio. Nel 1939, al termine della guerra civile, il teatro tornò in possesso della Società dei Proprietari.

### Lo splendore e la crisi: 1940-1980
Col ritorno della Società dei Proprietari, fu costituito un direttivo presieduto dal marchese Joaquim de Sentmenat che incaricò subito il vecchio impresario Joan Mestres i Calvet di organizzare nel modo più rapido possibile una stagione invernale, la prima sotto il regime franchista. Il 9 dicembre 1939 andò quindi in scena La Bohème di Puccini in uno spettacolo di beneficenza "come omaggio all'Esercito e in favore dell'Auxilio Social e dell'Hospital Clínico di Barcellona". Il costo del biglietto era di 500 peseta, il triplo del salario mensile di un operaio. La protagonista femminile fu Mercedes Capsir, che durante la guerra civile era rimasta in Italia e che sarebbe diventata la stella del Liceu nei primi anni del dopoguerra spagnolo. Il 5 gennaio 1940 a Mercedes Capsir fu concessa la medaglia d'oro della città di Barcellona "per i suoi meriti artistici e per le ripetute prove di puro ispanismo". Venne messa in scena per la prima volta al Liceu l'opera Goyescas di Enrique Granados e vi si esibì Alicia de Larrocha.
La società catalana si stava ricostituendo e il Liceu divenne uno dei luoghi favoriti dei nuovi ricchi e di alcuni stranieri che cercavano di mettere in mostra uno status symbol attraverso la lirica; le prime erano occasioni di sfarzo e di sfoggio come nei tempi passati. Gli impresari del Liceu (Joan Mestres e, dal 1947, Joan Antoni Pàmias e Josep Fugarolas) avevano però cura di mantenere un livello artistico elevato, che andò crescendo e consolidandosi nelle stagioni comprese tra gli anni quaranta e sessanta.
Nel teatro si esibirono le voci e le compagnie migliori e il repertorio si allargò ospitando frequentemente opere di autori contemporanei. Nel 1947, in occasione del centenario del teatro, fu riproposta Anna Bolena di Donizetti, che non veniva più rappresentata da anni.
Nella stagione 1949-50 l'opera più popolare fu  La Gioconda di Ponchielli ma il cartellone fu soprattutto wagneriano con la messa in scena di Tristano e Isotta, Il crepuscolo degli dei e La Valchiria grazie anche al fatto che l'impresario Pàmias portò al Liceu un'interprete wagneriana di spicco come Kirsten Flagstad
Nel 1953 fece il suo esordio al Liceu Renata Tebaldi ne La traviata. Nel 1955, grazie al lavoro di una commissione speciale, il Liceu ospitò la compagnia del Festival di Bayreuth al completo, nel suo primo tour fuori dal festival, con rappresentazioni memorabili di Parsifal, Tristano e Isotta e La Valchiria e scenografie innovative di Wieland Wagner che suscitarono notevole entusiasmo.
La stagione 1960-1961 si aprì con Il barbiere di Siviglia con Alfredo Kraus e Gianna D'Angelo. Il 9 novembre 1968 protagonista della prima fu Montserrat Caballé in Roberto Devereux. La Caballé fu inoltre protagonista nel 1972 di Adriana Lecouvreur insieme al tenore allora emergente da lei scoperto, José Carreras.
La crisi economica degli settanta ebbe pesanti ripercussioni sull'attività del teatro; i proprietari non erano in grado di sostenere le spese sempre crescenti e questo ebbe ripercussioni negative sulla qualità generale degli spettacoli che andò peggiorando.

### Il Consorzio, il rinnovamento e l'incendio del 1994
Nel 1980 con la morte dell'ultimo impresario, Joan Antoni Pàmias, fu chiara la necessità di un intervento pubblico per rilanciare il teatro. Nel 1981, la Generalitat de Catalunya, l'Ajuntament di Barcellona e la Società del Gran Teatre del Liceu costituirono il "Consorzio del Gran Teatre del Liceu" con la responsabilità della gestione e dello sviluppo del teatro. Nel Consorzio entrarono successivamente anche la Deputazione di Barcellona nel 1985 e il Ministero della cultura spagnolo nel 1986. In tempi brevi, il Consorzio riuscì a migliorare notevolmente il livello artistico e il pubblico tornò ad assistere agli spettacoli del teatro. Il coro e l'orchestra furono rinnovati e particolare cura venne posta nella scelta di cantanti di spicco e nel miglioramento delle scenografie. La gestione assunse un carattere professionale e il teatro smise di essere una vetrina sociale per diventare un luogo di cultura focalizzato sulla qualità artistica.
Questo processo di rinascita venne però bruscamente interrotto il mattino del 31 gennaio 1994. Poco dopo le 10.30, mentre due operai stavano riparando il telone di acciaio che in caso di incendio avrebbe dovuto impedire il passaggio delle fiamme dal palco verso la sala, le scintille emesse dal flessibile colpirono il velluto dell'arlecchino fisso sopra al sipario che prese fuoco. Alcuni frammenti accesi caddero al suolo e nonostante gli operai tentassero di soffocare le fiamme col telone di acciaio, fu tutto inutile: il fuoco si era ormai esteso al sipario, all'intelaiatura e al soffitto. Quando pochi minuti dopo le 11 arrivarono i pompieri, avvisati da un barista che aveva visto il fumo uscire dal teatro, l'incendio era già fuori controllo.
Le istituzioni pubbliche decisero all'unanimità che il teatro sarebbe stato ricostruito "dov'era e com'era" ma apportandovi tutte le migliorie necessarie. Per la ricostruzione, fu creata la Fondazione del Gran Teatre del Liceu e la Società del Gran Teatre del Liceu cedette la proprietà all'amministrazione pubblica. La Fondazione lanciò una campagna di finanziamento a cui parteciparono molte aziende e istituzioni private che contribuirono per quasi la metà della cifra necessaria per i lavori. Il progetto della ricostruzione fu assegnato agli architetti Ignasi de Solà-Morales, Xavier Fabré e Lluís Dilmé.

### La ricostruzione e la riapertura

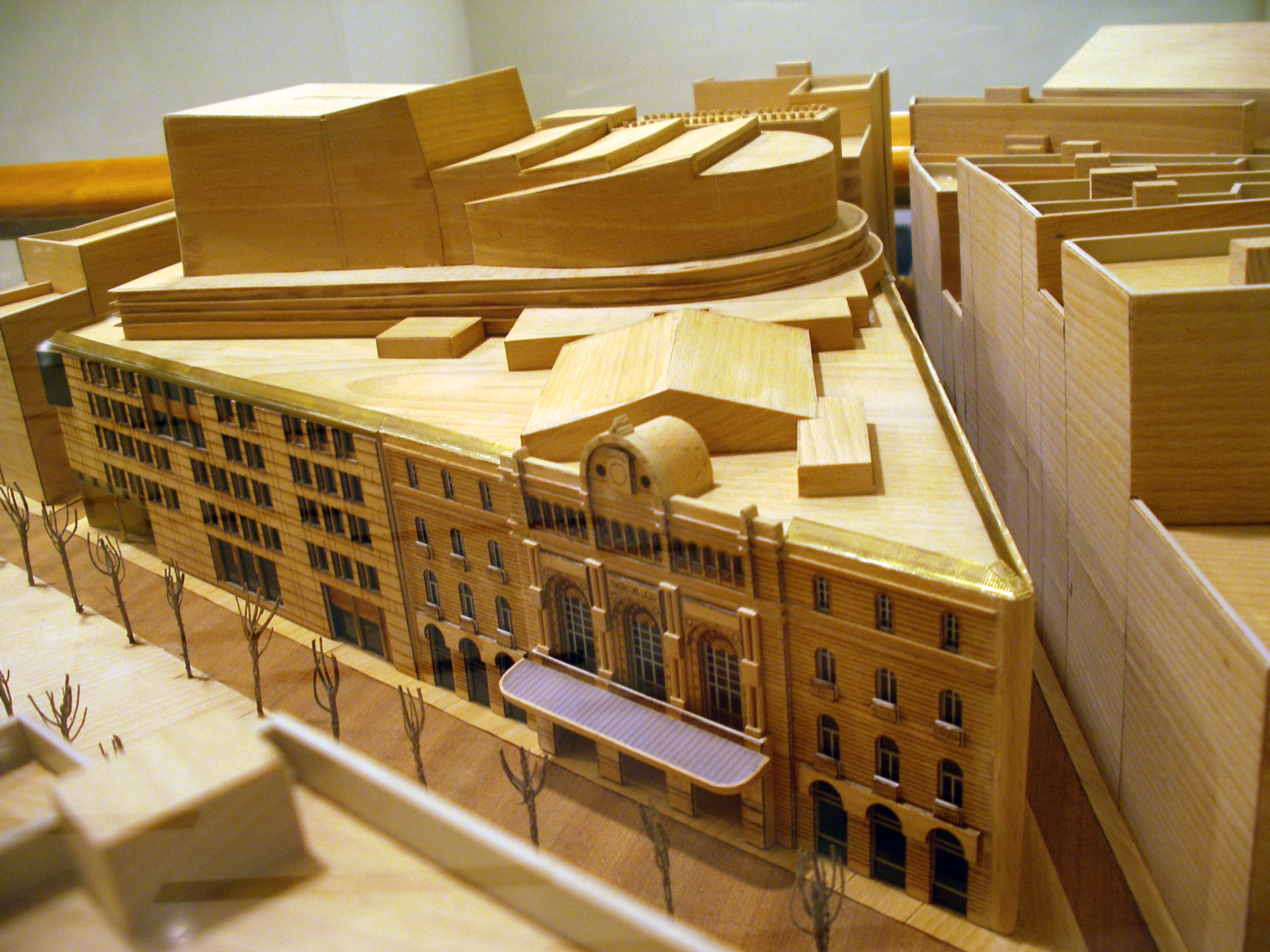
Plastico del Teatre del Liceu come si presenta nel 2000 (Liceu, Foyer).

Durante il periodo della ricostruzione, tra il 1994 e il 1999, le stagioni operistiche furono ospitate provvisoriamente presso altre strutture: il Palau Sant Jordi, il Palau de la Música Catalana e il Teatre Victòria. Qualche rappresentazione si tenne anche presso il Teatre Nacional de Catalunya e il Teatre del Mercat de les Flors.
Il nuovo Liceu ricostruito fu riaperto al pubblico il 7 ottobre 1999 con la Turandot di Puccini, che era lo spettacolo che stava per essere messo in scena al momento dell'incendio. Il nuovo edificio conserva le parti dell'edificio originale del 1847 (le facciate, la Sala degli Specchi, il Circolo del Liceu e il Conservatori) mentre la sala principale è stata ricostruita nel suo aspetto originale a parte i dipinti del soffitto ed è stata dotata delle attrezzature tecnologiche più avanzate. Nuovi sono anche il palcoscenico, gli spazi di servizio e di prova e sono state aggiunte una nuova sala per spettacoli a capienza ridotta e altri spazi pubblici.
Il teatro è stato dotato di un sistema di sottotitoli proiettati su uno schermo sopra il proscenio, che riporta la traduzione in catalano dei testi d'opera. La maggior parte dei posti a sedere sono dotati di schermi individuali che formano un sistema di libretto elettronico con la traduzione del testo cantato in una lingua a scelta tra l'inglese, lo spagnolo e il catalano.
Dopo la riapertura, in aggiunta alla programmazione abituale di opera e balletto, il teatro ha avviato campagne di promozione per rendersi accessibile al grande pubblico: eventi popolari con cast composti da cantanti giovani, abbonamenti a prezzo ridotto, offerte dell'ultimo minuto, ritrasmissione in diretta degli spettacoli nei cinema e via internet, un canale YouTube e programmi di collaborazione con le università e le istituzioni scolastiche.

## Architettura

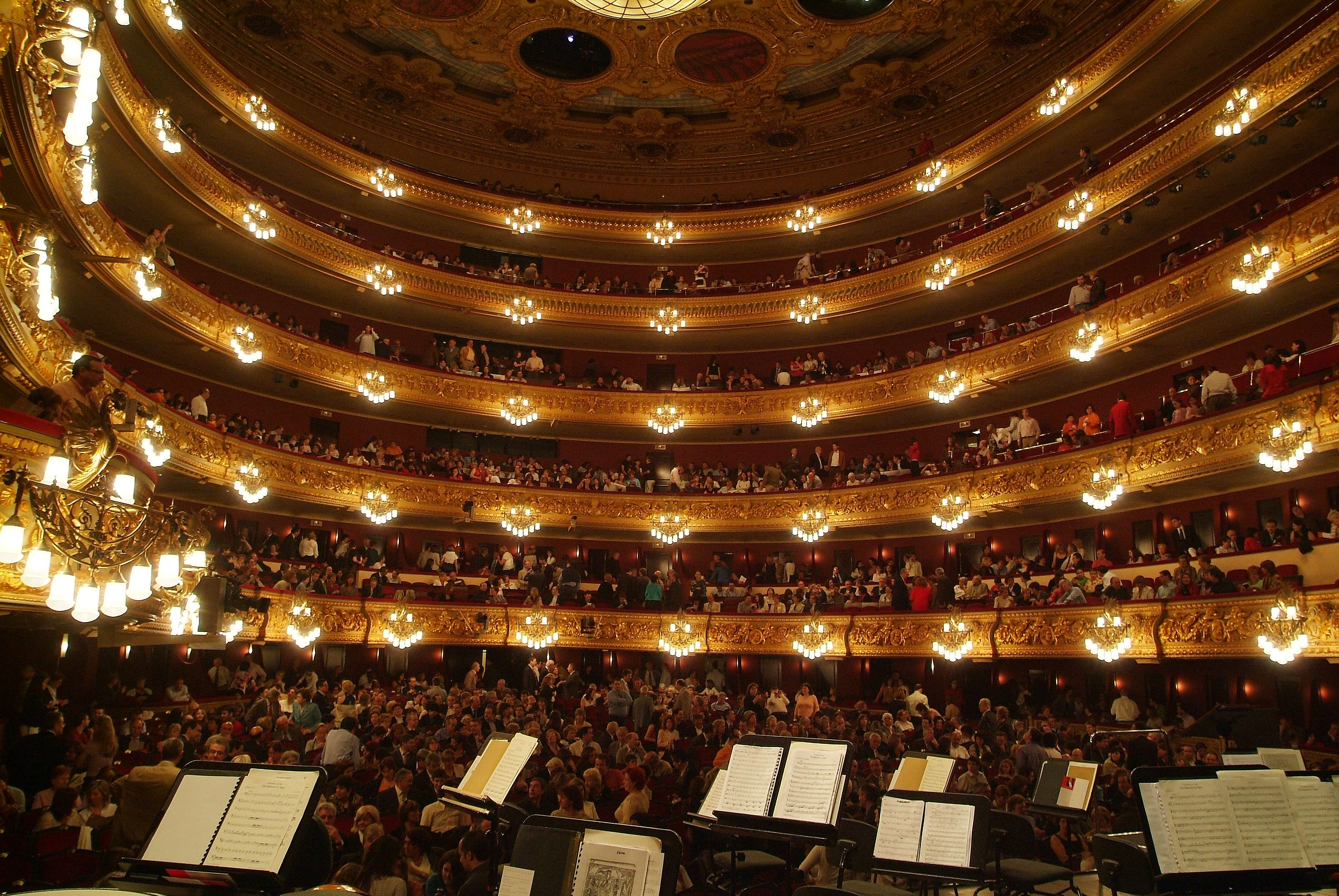
La sala principale del Liceu dopo la ricostruzione del 1999

### Il teatro attuale
In origine, il Liceu occupava lo spazio dove prima sorgeva l'antico convento dei Trinitari Scalzi, soppresso nel 1835, all'angolo tra la Rambla e il Carrer de Sant Pau. Il progetto della costruzione attuale, che già prima dell'incendio del 1994 prevedeva un ampliamento con l'esproprio di alcuni immobili adiacenti, fu affidato all'architetto Ignasi de Solà-Morales, che si occupò anche della ricostruzione dopo l'ultimo incendio in collaborazione con gli architetti Xavier Fabré e Lluís Dilmé. Il teatro attuale è stato inaugurato nell'ottobre 1999.
L'edificio attuale incorpora alcune parti delle strutture precedenti che sono sopravvissute fino ad oggi:
- La facciata principale sulla Rambla è ancora quella originale del 1847, su progetto del francese Viguié realizzato da Josep Oriol Mestres, con elementi storicistici e dettagli ornamentali di gusto plateresco
- L'atrio e lo scalone d'onore, ricostruiti nel 1861, con una scultura allegorica di Venanci Vallmitjana del 1901 rappresentante la Musica
- La Sala degli Specchi o Sala Verger, anch'essa quella originale del 1847, che conserva ancora la decorazione romantica originale, con medaglioni dipinti raffiguranti il ritratto di musicisti, cantanti e ballerini in voga al momento: Giuditta Pasta, Giovanni Battista Rubini, Gaetano Donizetti, Vincenzo Bellini, Gluck, Marie Taglioni tra gli altri. La cornice riporta frasi in lettere dorate relative alla musica e al teatro tipiche del gusto estetico dell'epoca. La sala fu parzialmente ridecorata nel 1877 da Elies Rogent e a quest'epoca risale il dipinto del soffitto raffigurante il Parnaso, opera di Josep Mirabent. Nel 1941 il dipinto cadde ma fu sistemato e restaurato da Josep Mestres Cabanes, che restaurò anche i dipinti della scalinata.

La sala principale è stata ricostruita dopo l'incendio del 1994 riproducendo fedelmente quella della 1861, o meglio la versione ridecorata del 1909, con alcune migliorie. La sala, con 2 292 posti a sedere, è una delle più capienti d'Europa per quanto riguarda i teatri d'opera classica.
La struttura è quella tipica del teatro all'italiana, a ferro di cavallo che si restringe dalla parte del palcoscenico. La lunghezza della sala nel punto massimo è di 33 m e la larghezza di 27 m, con una platea e cinque livelli di loggiati. Ad ogni lato del proscenio, nei primi tre livelli ci sono quattro grandi palchi separati solo da una bassa paratia, senza colonne di separazione. Questa particolarità, unita alla mancanza del palco reale, crea un effetto di continuità molto forte. Altra peculiarità è l'anfiteatro al primo livello che è una continuazione dei palchi con tre file di poltrone (con la posizione migliore del teatro) che sovrasta la platea senza alcuna struttura di sostegno come pilastri o colonne a fare da ostacolo alla vista (la struttura è sorretta da travi di ferro). Anche questo anfiteatro era già presente nella sala originale del 1847, che anzi ne aveva anche un secondo più piccolo, al secondo livello, con due file di poltrone.
Le spese della fabbrica originale furono coperte con la vendita dei palchi e dei posti a sedere con concessione perpetua; nel corso degli anni, i proprietari fecero decorare le salette d'ingresso ai palchi in modo personalizzato e differenziato, spesso rivolgendosi ad artisti e artigiani di grido, venendo così a formare un complesso di grande interesse storico e artistico che però è andato perduto con l'incendio del 1994.
Il Liceu era un luogo di incontro per la borghesia benestante di Barcellona; i loggiati più in alto, al quarto e quinto livello, erano chiamati galliner ("pollaio" o "piccionaia") ed erano occupati dagli appassionati meno abbienti e al tempo stesso più critici e preparati. Questo pubblico, che era notoriamente considerato come il più esigente, era anche quello che decideva del successo o del fiasco di un cantante.
Il proscenio attuale è la riproduzione di quello precedente ridecorato nel 1909. È caratterizzato da una grande arcata centrale di disegno ovale; ai lati, due grandi colonne in stile corinzio incorniciano i quattro livelli dei palchi laterali, denominati "vasche da bagno".
Anche la decorazione della sala riproduce fedelmente quella del 1909: sontuosa, con bassorilievi in gesso e stucchi dorati e policromi, secondo la moda dei teatri del XIX secolo. Le lampade sono in bronzo e vetro, a forma di drago. Le poltrone della platea sono in ghisa rivestite di velluto rosso, colore comune a tutte la poltrone della sala.
La ricostruzione del 1999 introdusse alcune novità: i nove dipinti circolari del soffitto e i tre del proscenio andati perduti nell'incendio furono sostituiti da nove grandi montaggi fotografici raffiguranti paesaggi ottenuti con le miniature delle poltrone del teatro. Il sipario è opera del sarto Antoni Miró. Al centro del soffitto è stato installato un sistema di illuminazione di forma semisferica che incorpora gli elementi di controllo delle luci e del suono.
In alcuni livelli sono state installate cabine di controllo e proiezione e sopra al soffitto c'è la sala di regia dotata di attrezzature ad alta tecnologia per la registrazione delle rappresentazioni e il controllo computerizzato delle telecamere di ripresa. La macchina scenica è considerata tra le più moderne d'Europa e consente cambi di scena rapidi e la programmazione simultanea di quattro scene differenti.
Sotto la sala principale è stata realizzata una nuova sala con la stessa superficie, il Foyer, che durante gli spettacoli principali ospita il bar ma che viene utilizzata in altre occasioni anche per spettacoli su scala ridotta come recital, concerti, musica da camera, conferenze e attività varie.

### Riferimenti musicali negli elementi decorativi
Il teatro è ricco di riferimenti alla musica che al teatro sia scritti (iscrizioni eccetera) che iconografici (pitture, bassorilievi, medaglioni eccetera), in linea con il gusto estetico dell'epoca della sua costruzione.

#### Facciata

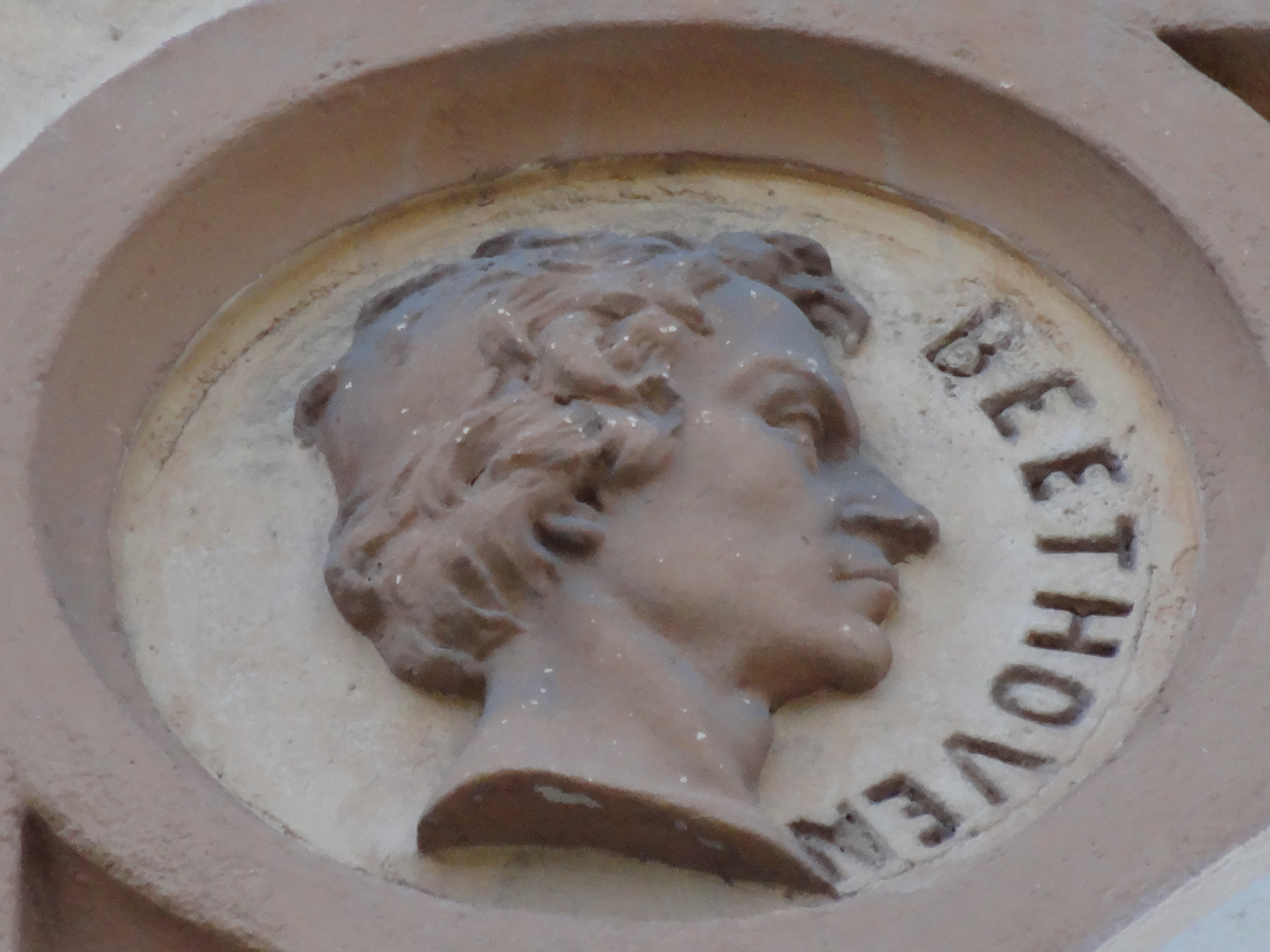
Medaglione di Beethoven sulla facciata

La facciata, che è quella originale, riporta due iscrizioni sopra ai finestroni laterali (sopra a quello centrale c'è il nome del teatro): "Calderón - Mozart" e "Rossini - Moratín", in onore ai massimi rappresentanti della storia del teatro e della musica e della sua attualità: Rossini all'epoca era ancora molto popolare e Moratín era il modello del teatro "moderno" di buon gusto, dato che il teatro romantico era considerato ancora una novità.
Sotto alle iscrizioni, agli angoli superiori dei tre finestroni, sono presenti sei medaglioni in bassorilievo con il ritratto di musicisti: al centro, Ludwig van Beethoven e Daniel Auber; a sinistra, Gaetano Donizetti e Giacomo Meyerbeer e a destra, Gioachino Rossini e Wolfgang Amadeus Mozart.

#### Sala degli Specchi

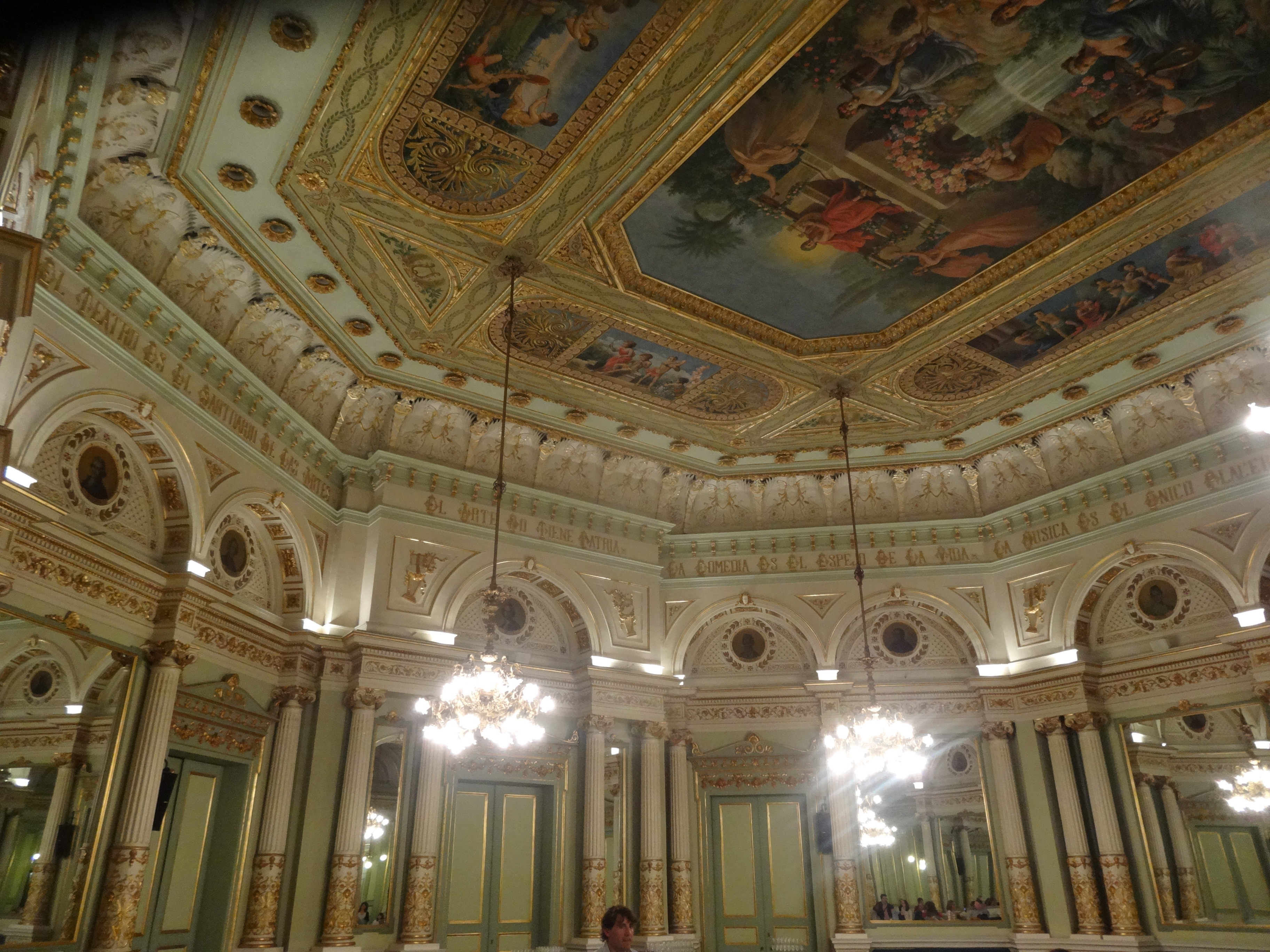
La Sala degli Specchi

La Sala degli Specchi, che è ancora quella originale del 1847, è riccamente decorata con medaglioni e frasi in doratura relative all'arte e al teatro. È di forma rettangolare con gli angoli smussati dal lato rivolto verso la facciata sulla Rambla e vi si trovano le seguenti decorazioni:
- Sulla parete centrale di fondo, la frase "El arte no tiene patria" ("L'arte non ha patria") e un medaglione con il ritratto e il nome di Gluck, in corrispondenza dell'asse della sala.
- Sullo smusso di sinistra, la frase "El teatro es el santuario de las artes" ("Il teatro è il santuario delle arti") e i ritratti con nome di Haydn e Meyerbeer, rappresentanti della musica sinfonica moderna.
- Sullo smusso di destra, la frase "La comedia es el espejo de la vida" ("La commedia è lo specchio della vita") e i ritratti con nome di Lauvenant e Metastasio, come modello del librettista d'opera.
- Sulla parete di destra, la frase "La música es el único placer de los sentidos del cual no puede el vicio abusar" ("La musica è l'unico piacere dei sensi di cui il vizio non può abusare") e i ritratti con nome di Giuditta Pasta, Donizetti, Henriette Sontag e Molière. Le due cantanti erano le soprano più importanti dell'epoca, Donizetti l'autore italiano più celebre al momento e Molière l'emblema del teatro classico fondato sulle regole del classicismo.
- Sulla parete di sinistra, la frase "La música es la palabra del alma sensible, como la palabra es el lenguaje del alma intelectual" ("La musica è la parola dell'animo sensibile, come la parola è il linguaggio dell'animo intellettuale") e i ritratti con nome di Mercadante, popolarissimo all'epoca, Marie Taglioni, la danzatrice più importante al tempo, Pedro Calderón de la Barca come modello di autore teatrale classico spagnolo e Giovanni Battista Rubini, il tenore più acclamato del momento.
- Sulla parete di ingresso, la frase "La sencillez y la verdad son los principios de la belleza de todas las manifestaciones del arte" ("La semplicità e la verità sono i principî di bellezza di tutte le manifestazioni dell'arte") e i ritratti con nome di Isidoro Máiquez, Bellini (nel centro della sala) e Lope de Rueda, ossia il miglior attore di teatro della generazione precedente, il musicista moderno di maggior valore del momento e il "padre" del teatro in lingua spagnola (per quanto mai messo in scena al Liceu).

Sui corridoi d'ingresso della sala si trovano sulla destra il ritratto con nome di Friedrich Schiller (il cui cognome appare scritto "Shiller"), l'autore teatrale moderno più riconosciuto, e sulla sinistra Maria Malibran, la cantante più famosa della generazione precedente.
Il soffitto è decorato con un dipinto a olio di Josep Miraben rappresentante il Parnaso con Apollo, dio delle arti, e ai suoi piedi la fonte che nutre le nove muse, con i simboli delle varie arti. Tutto intorno al dipinto centrale, all'interno di un fregio, ci sono quattro dipinti con angioletti: in due, le figure suonano strumenti musicali mentre negli altri due danzano e recitano. Agli angoli alla base del soffitto sono presenti due medaglioni con i ritratti di Omero e Dante Alighieri che rappresentano la poesia.

#### Sala principale

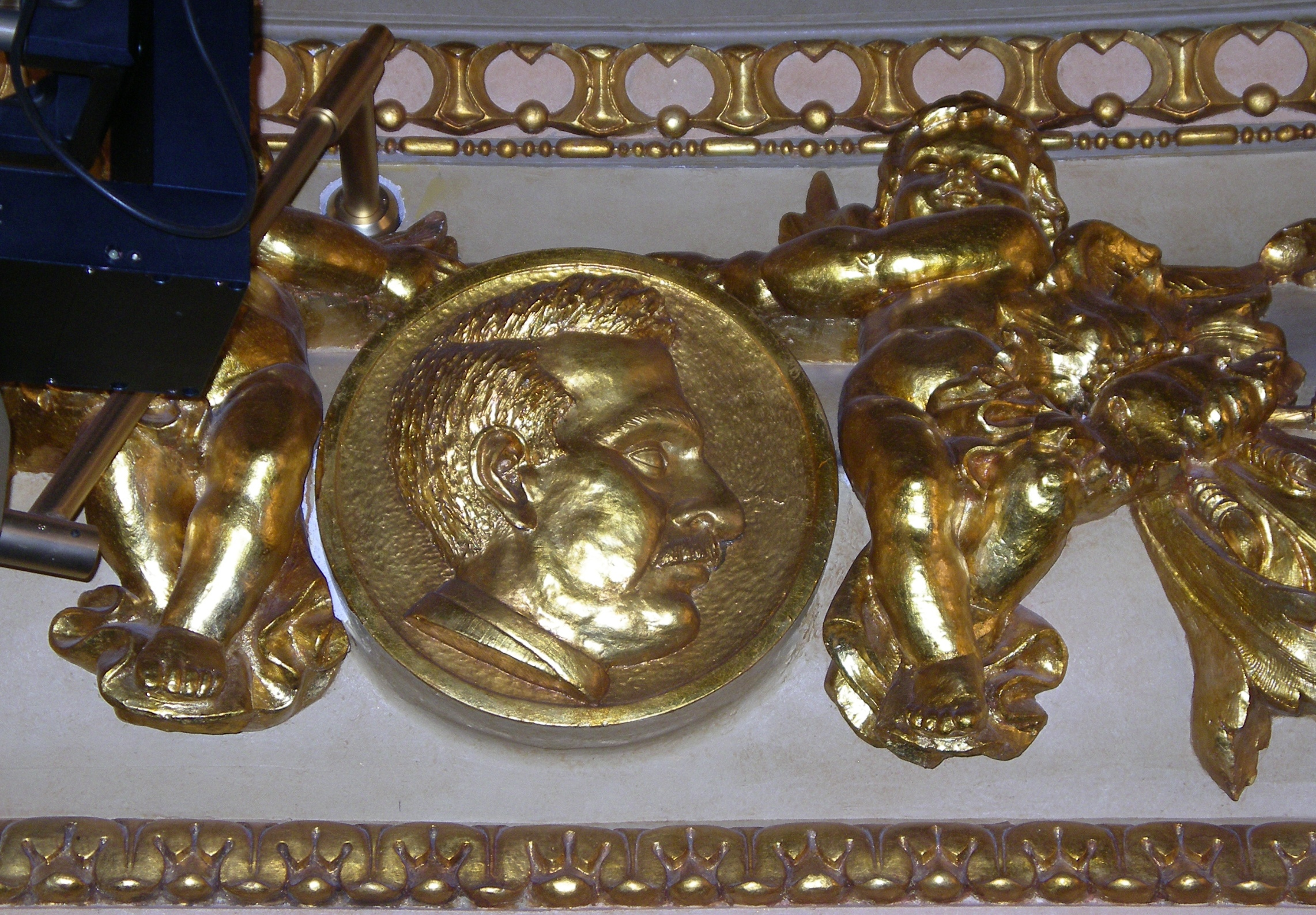
Medaglione della sala principale raffigurante Giacomo Puccini

Tra il 1861 e il 1994 il soffitto della sala degli spettacoli era decorato con otto dipinti ad olio circolari che erano allegorie dei vari generi teatrali e musicali. Realizzati da Ramon Martí i Alsina, Joan Vicens, Agustí Rigalt e Antoni Caba, rappresentavano (in senso orario a partire dall'ingresso della sala):
- L'acciaio di Madrid (Antoni Caba), commedia di Lope de Vega, allegoria del teatro classico del secolo d'oro spagnolo e della commedia "moderna";
- Guglielmo Tell che tira con la balestra (Joan Vicens), rappresentante sia il dramma di Friedrich Schiller, come riferimento al teatro del momento, che l'opera di Gioachino Rossini come modello dell'opera "moderna";
- Scene da I persiani di Eschilo (Ramon Martí i Alsina), simbolo della tragedia classica;
- Orfeo che ammansisce le fiere con la lira (Agustí Rigalt), allegoria della musica e del dio della musica per eccellenza;
- Una scena da Le rane di Aristofane (Ramon Martí i Alsina), rappresentazione della commedia classica;
- Un concerto presso l'Odeo di Pericle (Joan Vicens), allegoria della nascita della musica e del suo legame col mondo classico;
- Macbeth (Ramon Martí i Alsina), allegoria della tragedia "moderna" rappresentata dal dramma Macbeth di William Shakespeare;
- Giovanni Pierluigi da Palestrina mentre suona all'organo la Missa papae Marcelli (Agustí Rigalt), rappresentazione della musica sacra.

Nel restauro del 1881 da parte di Pedro Falqués il soffitto fu ridipinto con uno sfondo rappresentante un cielo nuvoloso; gli otto dipinti ad olio furono poi disposti su questa nuova base accompagnati da decorazioni sontuose in stucco dorato. Ogni dipinto era affiancato da altri più piccoli rappresentanti musicisti e poeti, poi rimossi con la successiva ristrutturazione del 1909.
Nel 1909 sopra al proscenio furono collocati tre dipinti con scene d'opera rappresentanti le tre scuole operistiche principali e i loro massimi esponenti: a sinistra, l'opera italiana con una scena di Otello e la scritta "Verdi"; al centro, di dimensioni più grandi, l'opera tedesca con l'addio di Wotan da La Valchiria e la scritta "Wagner" e a destra l'opera francese con una scena di Manone la scritta "Massenet".
Il cornicione dell'anfiteatro è ornato da stucchi con amorini che sostengono quattordici medaglioni rappresentanti il volto di noti musicisti, realizzati da Josep Llimona per la ristrutturazione della sala nel 1893. Fra i musicisti ritratti compaiono  Christoph Willibald Gluck, Wolfgang Amadeus Mozart, Gioachino Rossini, Charles Gounod e Jules Massenet. Andati distrutti nell'incendio del 1994, sono stati ricostruiti con l'aggiunta di altri raffiguranti musicisti più moderni come Giacomo Puccini, Richard Strauss e Igor Stravinskij. Le logge laterali al proscenio ospitano a sinistra il medaglione di Verdi e a destra quello di Wagner.

## Responsabili del teatro
Fino al 1980, la gestione veniva affidata in concessione a una impresa esterna facente capo a un impresario (o amministratore) che decideva l'indirizzo da prendere. Dal 1980, il teatro è amministrato da un direttore artistico incaricato della programmazione e dei contratti con gli artisti e da un direttore generale designato dalle istituzioni incaricato della gestione economica.
Impresari (XX secolo)
- Albert Bernis (1901-1911)
- Francesc Casanovas (1911-1913)
- Alfredo Volpini (1913-1914)
- Joan Mestres i Calvet (1915-1947)
- Josep Fugarolas i Arquer noto come José F. Arquer (1947-1959) e Joan Antoni Pàmias, (1947-1980), con Napoleone Annovazzi come direttore artistico fino al 1952

Direttori generali
- Lluís Portabella (1981-1986)
- Josep M. Busquets (1986-1992)
- Jordi Maluquer (1992-1993)
- Josep Caminal i Badia (1993-2005)
- Rosa Cullell (2005-2008)
- Joan Francesc Marco (2008-2013)
- Roger Guasch (2013-2018)
- Valentí Oviedo (da maggio 2018)

Direttori artistici (dal 1980)
- Lluís Andreu (1981-1990)
- Albin Häsenroth (1990-1996)
- Joan Matabosch i Grifoll (1996-2013)
- Christina Scheppelmann (2014-2018)
- Victor García de Gomar (dal 2019)

## L'Orchestra Sinfonica
Fin dal 1847, anno di fondazione, il teatro possiede la propria orchestra, l'Orchestra Sinfonica del Gran Teatre del Liceu. È l'orchestra sinfonica spagnola più antica ancora in attività. Il suo primo direttore, dal 1847 al 1861, fu Marià Obiols.
In seguito e fino al 1981 (con una eccezione tra il 1959 e il 1961) l'orchestra non aveva un direttore titolare ma si affidava alla direzione di maestri ospiti. Fra i maestri che hanno diretto l'Orchestra del Liceu ci sono: Luigi Mancinelli, Antonio Ribera (1904-1905), Fritz Reiner, Franz Fischer, Otto Klemperer (1922), Franco Faccio, Felix Weingartner, Manuel de Falla, Alexander Glazunov, Richard Strauss, Igor Stravinski, Joan Lamote de Grignon, Joan Manén, Jaume Pahissa i Jo, Siegfried Wagner, Ottorino Respighi, Pietro Mascagni, Otto Hess (1919), Karl Elmendorff, Max von Schillings, Joseph Keilberth, Clemens Krauss, Bruno Walter, Arturo Toscanini, Hans Knappertsbusch, Georges-Eugène Marty, Albert Coates, Georges Sébastian, Erich Kleiber, Franz Konwitschny, Antal Doráti, Hans Swarowsky, André Cluytens, Antonino Votto, Richard Bonynge, Rafael Frühbeck de Burgos, Jesús López Cobos, Riccardo Muti, Giuseppe Morelli, Václav Neumann, Josep Pons, Gianfranco Rivoli, Antoni Ros-Marbà, Ino Savini, Pinchas Steinberg, Friedrich Haider, Peter Schneider, Silvio Varviso, Sylvain Cambreling, Víctor Pablo Pérez e Gustavo Dudamel.
I direttori d'orchestra e i direttori musicali titolari sono stati:
- Ernest Xancó, 1959-1961
- Eugeni Marco, 1981-1984
- Uwe Mund, 1987-1994
- Bertrand de Billy, 1999-2004
- Sebastian Weigle, 2004-2008
- Michael Boder, 2008-2012
- Josep Pons, dal 2012[28]

## Conservatori Superior de Música del Liceu
Il Conservatori Superior de Música del Liceu, fondato nel 1837 per l'insegnamento della musica, è parte integrante del teatro con cui di fatto costituisce una entità unica. Il Conservatorio svolge una parte delle sue attività all'interno dell'edificio del teatro, con una propria sala concerti del XIX secolo, e parte dislocata in altre sedi cittadine.

## Il Circolo del Liceu
Nell'interno dell'edificio del teatro si trova anche la sede del Circolo del Liceu (in spagnolo Círculo del Liceo, in catalano Cercle del Liceu), un club privato fondato nel 1847 in seguito alla concessione dello spazio alla Società Ausiliaria di Costruzione del teatro. A parte la condivisione degli spazi fisici (c'è un passaggio diretto tra il Circolo e la Sala degli Specchi, aperto solo in occasione degli spettacoli per permettere l'accesso alla sala ai soci del club) non ci sono ulteriori legami tra il teatro e il Circolo.

## Archivio storico
L'Archivio Storico della Società del Gran Teatre del Liceu (in catalano Arxiu Històric de la Societat del Gran Teatre del Liceu) comprende oltre 50 000 documenti e oggetti storici ed è uno dei quattro archivi al mondo che si è conservato integro fin dalla fondazione. Conserva quasi tutta la documentazione prodotta dal Gran Teatre del Liceu dal 1837 a oggi, compresa quella relativa al periodo della guerra civile spagnola. Questo fa sì che l'archivio sia uno più grandi d'Europa, superato solo dagli archivi dell'Opéra di Parigi, del Covent Garden Royal Opera House di Londra, del Teatro alla Scala di Milano e del Teatro San Carlo di Napoli.
Il materiale inventariato comprende 4 917 documenti sciolti e 357 contenitori (principalmente casse e faldoni) che contengono in tutto circa 50 000 documenti differenti, tra cui oltre 600 partiture (opere rappresentate al teatro, di altra provenienza con le note di esecuzione, musiche di balletto del XIX secolo come quelle dei balli di Carnevale per cui si componenevano brani per l'occasione), 700 fotografie d'epoca, 600 lastre fotografiche in vetro, 500 programmi manoscritti e 80 progetti scenografici. Oltre a questi, sono conservati circa 600 documenti amministrativi tra cui si trovano contratti di cantanti, piani del teatro e la documentazione tecnica dei vari lavori eseguiti sulla struttura durante i 134 anni di gestione diretta da parta della Società dei Proprietari. Spicca il Libro del custode che raccoglie in 26 volumi gli avvenimenti giornalieri registrati dai vari custodi che all'epoca vivevano anche dentro al teatro.
Nel 2011 il teatro ha firmato una convenzione con la  Universitat Autònoma de Barcelona (UAB) per l'inventario, la catalogazione, la digitalizzazione e lo studio dell'archivio da parte del Servizio di Biblioteca e del gruppo di ricerca "Le musiche e le società contemporanee" del Dipartimento di Arte e musicologia dell'università. A gennaio 2005 è stato messo in rete un sito web con una parte dei documenti digitalizzati. Da gennaio 2015 una parte del materiale digitalizzato si può consultare in accesso libero su un sito progettato dalla Biblioteca d'Humanitats dell'UAB. Per garantirne la diffusione internazionale, il portale è collegato al progetto Europeana, la piattaforma di diffusione culturale più importante d'Europa.